# Preludes, Op. 23 (Rachmaninov)
De tien preludes, opus 23 (Russisch: Тринадцать прелюдий, Trinadtsat prelyudiy) uit 1903 vormen een serie van preludes die de Russische componist Sergej Rachmaninov (1873-1943) componeerde voor piano. Hij droeg ze op aan zijn neef en vroegere pianodocent Aleksandr Ziloti.
Samen met de preludes, op. 32 worden 24 toonsoorten (majeur en mineur) gebruikt, met uitzondering van cis mineur; die was door Rachmaninov al gebruikt voor de beroemde prelude op. 3 nr. 2 uit 1892. De logica in de opbouw, zoals Frédéric Chopin die hanteerde is hier echter ver te zoeken.
De eerste prelude van opus 23 opent rustig in fis mineur, en wordt gevolgd door de ‘grandioze’ stijl van de tweede in Bes majeur. De vijfde prelude is wellicht het bekendst en erg populair bij pianisten. In de zesde prelude wordt het tweede pianoconcert geciteerd. En de laatste vier kunnen we zonder meer als ‘Rachmaninov ten voeten uit’ omschrijven; alle stijlkenmerken die zijn composities hebben komen hierin naar voren.
De preludes zijn:
- Nr. 1 in fis mineur: Largo
- Nr. 2 in Bes majeur: Maestoso
- Nr. 3 in d mineur: Tempo di menuetto
- Nr. 4 in D majeur: Andante cantabile
- Nr. 5 in g mineur: Alla marcia
- Nr. 6 in Es majeur: Andante
- Nr. 7 in c mineur: Allegro
- Nr. 8 in As majeur: Allegro vivace
- Nr. 9 in es mineur: Presto
- Nr. 10 in Ges majeur: Largo

De preludes werden en worden talloze malen uitgevoerd en opgenomen, vaak gecombineerd met opus 32. Van preludes nr. 5 en 10 bestaan opnames waarin Rachmaninov zelf soleert.